# Munidopsis pallida
Munidopsis pallida är en kräftdjursart som beskrevs av Alcock 1894. Munidopsis pallida ingår i släktet Munidopsis och familjen trollhumrar. Inga underarter finns listade i Catalogue of Life.